# Plavi orkestar
Plavi orkestar je bosanskohercegovački glazbeni sastav, osnovan u Sarajevu 1983. godine kao dio pokreta novi primitivizam, skupine sarajevskih glazbenika uz Zabranjeno pušenje, Elvisa J. Kurtovića, Bombaj štampu i Crvenu jabuku.  Ukupno su izdali 8 albuma i održali više od 1500 koncerta diljem svijeta. Najveći broj koncerata održan je u Hrvatskoj, Srbiji, Bosni i Hercegovini, Švedskoj, Švicarskoj, Njemačkoj, Poljskoj i drugdje. Primili su nagradu FIDOF za najboljeg kompozitora, nagradu CESME za najbolju pjesmu i ine.

## Kronologija
Sastav je kao srednjoškolac osnovao Saša Lošić, pjevač grupe. Grupa se isprva zvala “Sevin orkestar”, koji su činili Srđan Krošnjar-gitara, Goran Đamonja-bas, Admir Čeramida-bubnjevi i Saša Lošić-vokal i gitara. 1981. godine prijavljuju se na Cedus, audiciju za mlade sastave. Na audiciji upoznaju Mladena Pavičića-Pavu, koji je tada bio lokalna zvijezda sa svojom grupom “Super 98”. Pavičić će se grupi pridružiti 1983. godine i tada sastav mijenja ime u Plavi orkestar. 
Iz grupe odlaze Krošnjar i Đamonja, ali im se pridružuje Samir Čeramida-Čera I, koji je do tada svirao u Zabranjenom pušenju. Plavi orkestar tada počinje s nastupima, najčešće kao predgrupa većim afirmiranim sastavima. Na jednom od koncerata upoznaju Batu Vraneševića, s kojim se dogovaraju o izdavanju ploče. Zbog čudnih okolnosti ploča nije objavljena. 1983. godine organiziraju koncert u sarajevskoj Skenderiji i postižu zapažen uspjeh. Potom je Saša Lošić otišao u vojsku, a pjesme koje je napisao u tom periodu zrače iskrenim emocijama. Nakon povratka iz vojske, ponovno rade veliki koncert u Skenderiji. Pavičić je potom napustio grupu, a Loša odlazi u Zagreb s novim demosnimkama, te postiže dogovor s Jugotonom o objavljivanju albuma. Nakon povratka u Sarajevo uspio je nagovoriti Pavičića da se vrati u grupu. Od tog je trenutka Plavi orkestar ponovno zaživio. 
Ljeti 1983. godine svirali su u sarajevskom klubu Trasi. Uočio ih je Bata Vranašević iz Laboratorije zvuka koji ih je pozvao u Beograd snimiti neke pjesme. Rujna iste godine u Trasi su opet svirali. Bila je to oproštajna svirka prije odlaska na odsluženje obveznog vojnog roka. Sljedećeg su dana otišli vlakom u Beograd gdje su u studiju Enca Lesića, Druga maca, snimili tri pjesme: Soldatski bal, Goodbye teens i Suadu koje su poslije bile njihovi veliki hitovi. Poslije snimanja sva su četvorica članova sastava otišli odslužiti obvezni vojni rok u JNA.
Album "Soldatski bal" sniman u zimi 1984./1985. u SIM studiju u Zagrebu, izlazi 1985. godine. S ovog albuma ističu se pjesme "Bolje biti pijan nego star", "(Medena curice) Daj mi vruće rakije", "Suada", "odlazi nam raja", "Goodbye teens", te naslovna "Soldatski bal". Tekstovi pjesama s ovog albuma nastali su na temelju Lošinih iskustava dok je služio vojsku. 
Njihov drugi album, "Smrt fašizmu", pojavio se godinu kasnije i bio je još jedan veliki uspjeh za grupu, te je prodan u više od 300 000 primjeraka u Jugoslaviji i dobio je dijamantni certifikat. Album je donio nekoliko hitova: "Fa, fa fašista nemoj biti ti (jerbo ću te ja draga ubiti), "Sava tiho teče", "Puteru, puteru", "Kad si sam, druže moj" i "Zelene su bile oči te".
1989. vraćaju se albumom "Sunce na prozoru", koji je donio hitove: "Kaja", "Lovac i košuta" i "Proljeće". 1991. izdaju album "Simpatija", koji je bio njihov posljednji album kojeg su izdali u Jugoslaviji prije raspada. Album je sadržavao hit "Ljubi se istok i zapad" (što je bila obrada pjesme "California Dreamin' od grupe "The Mamas and The Papas"), koji je i dandanas popularan u zemljama bivše Jugoslavije.
1992. godine počinje rat u BiH, koji uzrokuje pauzu u radu grupe. Mladen Pavičić odlazi u Kanadu, a Saša Lošić seli u Sloveniju gdje se posvećuje skladanju filmske i kazališne glazbe. 1997. grupa se ponovno okuplja, a Mladena Pavičića je kao novi gitarist zamijenio Saša Zalepugin. Grupa 1998. izdaje album "Longplay" koji je donio hitove "Od rođendana do rođendana", te "Ako su to samo bile laži". 
Njihov posljednji studijski album, "Beskonačno", izlazi 1999. i donosi hitove: "Odlazim", "Djevojka iz snova", "Azra", "Pijem da je zaboravim". U jesen 2010. godine grupa je objavila album "Revolucija".

## Članovi grupe
- Saša Lošić – vokal
- Mladen Pavičić – gitara (do 1992.)
- Saša Zalepugin – gitara (od 1997.)
- Admir Ćeramida – bubnjevi
- Samir Ćeramida – bas-gitara

## Diskografija
- 1985. – Kad mi kažeš paša / Goodbye teens (singlica)
- 1985. – Bolje biti pijan nego star / Šta će nama šoferima kuća  (singlica)
- 1985. – Soldatski bal
- 1986. – Smrt fašizmu
- 1989. – Sunce na prozoru
- 1991. – Simpatija
- 1992. – Sačuvaj zadnji ples za mene
- 1996. – Everblue 1, Everblue 2 (kompilacije, s neobjavljenim pjesmama – O la la i Mladene, koje su trebale biti objavljene na albumu Soldatski bal)
- 1998. – Longplay
- 1999. – (Infinity)
- 2005. – Antologija
- 2007. – The Ultimate Collection, (Croatia Records)
- 2007. – The Platinum Collection, (City Records)
- 2012. – Sedam
- 2016. – Greatest Hits Collection, (Croatia Records)

### Uspješnice s albuma
- singlice:
- Soldatski bal:  Bolje biti pijan nego star, Suada, Odlazi nam raja, Medena curice, Šta će nama šoferima kuća, Good Bye Teens, Parajlija
- Smrt fašizmu: Fa fa fašista, Zelene su bile oči te, Kad si sam druže moj, Sava tiho teče, Nisam je probudio; Puteru, puteru
- Sunce na prozoru: Kaja, Lovac i košuta, Ti si moja sudbina, Proljeće
- Simpatija: Ljubi se istok i zapad, Sačuvaj zadnji ples za mene, Simpatija
- Longplay: Ako su to samo bile laži, Straže, Od rođendana do rođendana
- Infinity: Sada mi se javljas mila

## Filmografija
- 2011. – "Orkestar" – Dokumentarni film o Plavom orkestru

## Vanjske poveznice
- Saša Lošić Official site  Arhivirana inačica izvorne stranice od 18. svibnja 2008. (Wayback Machine)